# 마타이치 세이지
마타이치 세이지(일본어: 又市征治, 1944년 7월 18일 ~ )는 일본 사회민주당 소속의 참의원 의원이다. 도야마현 도야마시에서 태어나, 도야마 현립 도야마 고등학교를 졸업했다. 도야마 현청 직원, 자치노 도야마 현 본부 서기장, 부집행위원장, 집행위원장을 역임하였다. 당선 후에는 정책심의회 부회장과 참의원 국회대책위원장 등을 지냈다.

## 약력
- 1944년 도야마현 도야마시에서 태어남.
- 1962년 도야마 현립 도야마 고등학교를 졸업.
- 1965년 도야마 현청에 취직.
- 1974년 전일본자치단체노동조합 도야마 현 본부 서기장에 취임.
- 1995년 전일본자치단체노동조합 도야마 현 본부 위원장에 취임.
- 2001년 참의원 통상선거에서 비례대표로 당선.
- 2003년 사회민주당 전국연합 간사장 취임.

## 역임 당직
- 간사장
- 참의원 간사장
- 참의원 국회대책위원장
- 도야마 현 연합대표

## 마타이치 도감
공식 홈페이지에는 ‘마타이치 도감’이란 사항이 있다. 이하 내용은 발췌한 부분.
- 시력은 0.07.
- 좋아하는 색은 반물색. 깨닫고 보니 수트는 모두 반물색이었다.
- 발사이즈는 255밀리미터.
- 신장은 170센티미터. 사진으로는 8등신.
- 청년시대 그대로의 정의감을 계속 가진 뜨거운 하트에 고교생 팬도 증가하고 있나?